# حمید حاج‌ملک
حمید حاج‌ملک (زادهٔ ۲۸ دی ۱۳۶۰) داور لیگ برتر فوتبال ایران است. فعالیت حرفه‌ای او از سال ۱۳۸۰ پس از دریافت مدرک درجه ۳ آغاز گردید. او از سال ۱۳۹۰ به عنوان داور چهارم قضاوت در لیگ برتر را آغاز کرد و در ادامه به عنوان داور وسط به فعالیت خود ادامه داد.
حاج‌ملک آتش نشان است و بعد اتفاق ساختمان پلاسکو در برنامه نود حاضر و با او درباره حرفه آتش نشانی صحبت شد.

## آمارها
- تعداد بازی‌های قضاوت‌ کرده: ۲۴
- تعداد کارت زرد: ۸۸
- تعداد کارت قرمز: ۳